# Svenska Vägföreningen
Svenska Vägföreningen var en svensk intresseförening med syfte att verka för de svenska vägarnas förbättring och att höja intresset för deras fackmässiga underhåll. Föreningen bildades 26 januari 1914 och avvecklades under 2004.
I samband med den svenska väghållningens förstatligande 1944 fördes en diskussion att upplösa föreningen.  Vid det ordinarie årsmötet den 20 september 1943 beslutades dock att verksamheten skulle fortsätta.

### Fotnoter
1. ↑  Svenska Vägföreningen Tidskrift, 1943, Nr. 7, pp. 170-175